# Eurycope canariensis
Eurycope canariensis är en kräftdjursart som beskrevs av Wilson 1982. Eurycope canariensis ingår i släktet Eurycope och familjen Munnopsidae.
Artens utbredningsområde är havet kring Kanaieröarna. Inga underarter finns listade i Catalogue of Life.